# Attentato di Gerusalemme del 2002
L'attentato al mercato di Mahane Yehuda del 2002 fu un attentato terroristico suicida palestinese avvenuto il 12 aprile 2002 in Israele, presso la fermata del bus sulla strada di Jaffa vicino all'entrata del mercato popolare di Mahane Yehuda. Sei persone morirono ed altre 104 rimasero ferite. Le Brigate dei Martiri di al-Aqsa rivendicarono l'attentato.

## Contesto
I rapporti fra israeliani e palestinesi nel 2002 erano di aperto conflitto. Due anni prima, con l'entrata di Ariel Sharon alla Spianata delle moschee, era iniziata la Seconda intifada. Nel mese appena trascorso, che sarà ricordato come il "marzo nero", dodici attentati suicidi palestinesi provocarono 81 vittime. Il 29 marzo 2002 - pochi giorni prima dell'attentato - il governo israeliano aveva dato il via all'Operazione Scudo difensivo. Yasser Arafat fu di fatto confinato nella sua casa a Ramallah e numerose operazioni militari ebbero luogo in Cisgiordania imponendo il coprifuoco e restrizioni di movimento.

## L'attentato
Venerdì 12 aprile 2002, Andaleeb Taqataqah, una ragazza palestinese di 21 anni di Beit Fajar si fece esplodere poco dopo le 16:00 alla fermata del bus in Jaffa road presso l'entrata del mercato di Mahane Yehuda, uccidendo sei persone e ferendone altre 104. Nel momento dell'attentato, il sindaco di Gerusalemme, Ehud Olmert stava visitando il mercato.
La bomba era composta da tre tubi di plastica contenenti esplosivo e una batteria, nascosti all'interno di una borsa nera.

## Le vittime
Le seguenti persone morirono durante l'attentato:
- Nissan Cohen, 57 anni, di Ramot;
- Yelena Konrav, 43 anni, di Pisgat Ze'ev;
- Rivka Fink, 75 anni, di Gerusalemme;
- Zuhila Hushi, 47 anni, cittadino cinese, di Gilo;
- Lin Chin Mai, 34 anni, cittadino cinese;
- Chai Zin Chang, 32 anni, cittadino cinese.

## Conseguenze
Il 25 aprile, nell'ambito dell'Operazione Scudo difensivo, fu catturato Muataz Muhammed Abdallah Himouni che ammise di aver progettato l'attentato con l'aiuto di Marwan Zaloum. Quest'ultimo procurò l'esplosivo e spiegò a Andaleeb come attivare l'ordigno. Zaloum era stato ucciso il 23 aprile nell'ambito della stessa operazione.